# Abbaye de Neukloster
L'abbaye de Neukloster est une ancienne abbaye cistercienne à Wiener Neustadt, aujourd'hui prieuré de l'abbaye de Heiligenkreuz.

## Histoire
L'abbaye cistercienne de la Sainte Trinité à Wiener Neustadt est l'une des dernières abbayes fondées au Moyen-Âge en Autriche. Contrairement à l'habitude cistercienne de construire des monastères dans les zones reculées, le roi Frédéric III fait une exception. Après le départ des dominicains, il confie la résidence à l'abbaye de Rein, d'où le nom de Neukloster. Le premier abbé en 1446 est Gottfried von Otterstätt, le cellérier du monastère de Maulbronn. Un grand autel sculpté est installé dans l'église abbatiale (de) (il se trouve aujourd'hui dans la cathédrale Saint-Étienne de Vienne).
En 1467, l'épouse de Frédéric, Aliénor de Portugal, est enterrée dans l'église abbatiale, ainsi que les trois enfants du couple. C'est le lieu de sépulture de la famille Mattersdorf-Forchtenstein (de).
La réforme joséphiste rend difficile la vie l'abbaye, mais ne l'annule pas. En 1784, l'église abbatiale est confiée à la seconde paroisse de Wiener Neustadt.
En 1793, le Requiem de Mozart est donné dans l'église abbatiale dans sa destination originelle, une messe en hommage à la femme du comte Franz de Walsegg.
De 1797 à 1803, le lieu est la résidence de Ferdinand d'Autriche-Este, son épouse Marie-Béatrice et leurs enfants.
Un gymnasium s'ouvre en 1804, il devient un établissement étatique en 1871.
Depuis longtemps, le monastère souffre d'une base financière faible. Lorsque les problèmes économiques se font trop importants en 1880, Neukloster s'unit "unio extinctiva" à l'abbaye de Heiligenkreuz. Lorsque l'abbaye disparaît, les bâtiments restent la propriété de cette dernière qui en fait un prieuré.